# جون فاريلا
جون فاريلا (بالإسبانية: John Varela)‏ (6 سبتمبر 1987 بكالي في كولومبيا - ) هو لاعب كرة قدم كولومبي في مركز الهجوم. لعب مع ديبورتيفو باستو.

## وصلات خارجية
- جون فاريلا على موقع Soccerway.com (الإنجليزية)
- جون فاريلا على موقع AS.com (الإسبانية)